# Pokrzywno (Bystrzyca Kłodzka)

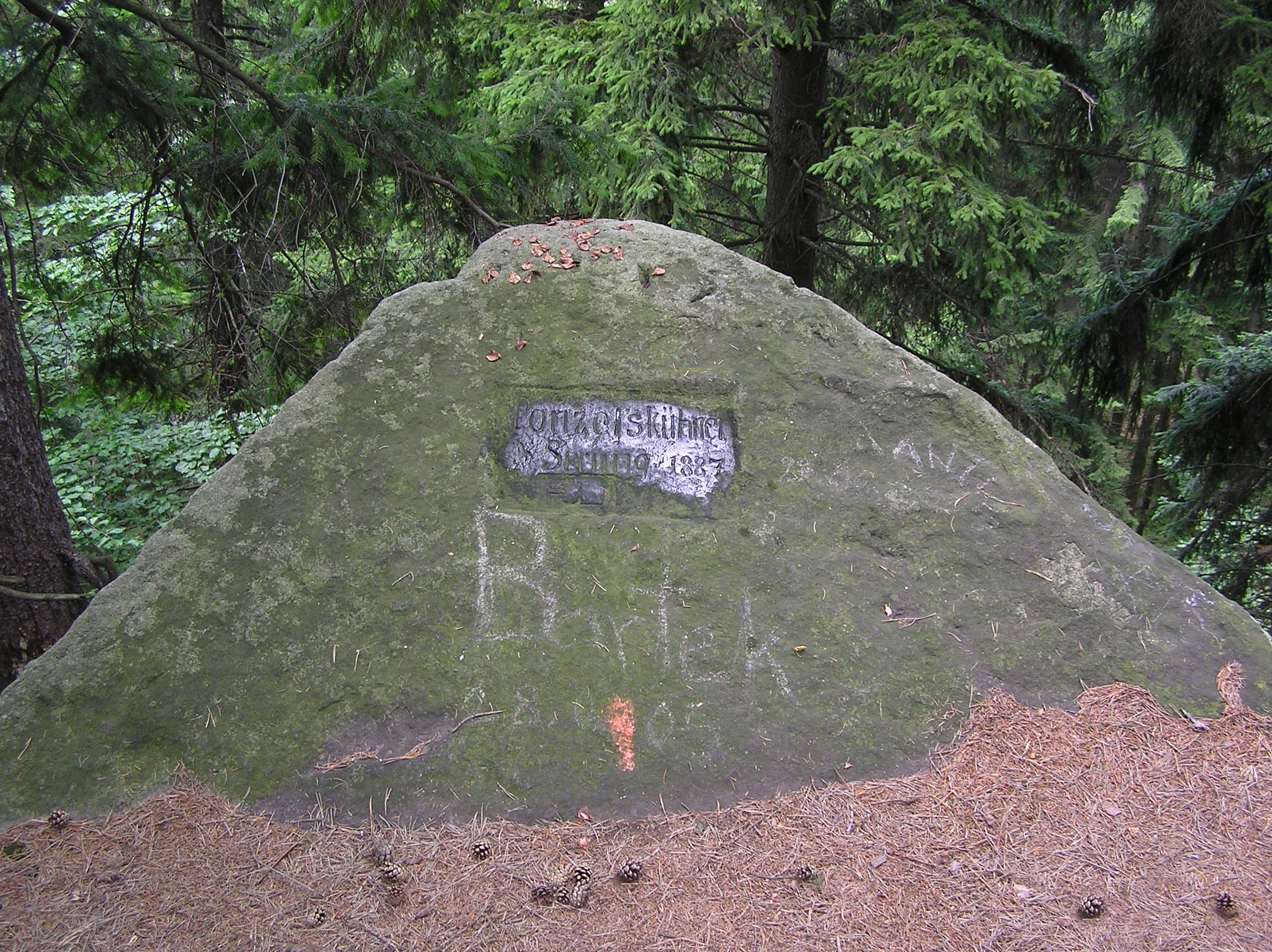
Denkmal zur Erinnerung an Ponzels kühnen Sprung (1887) am Steinberg bei Nesselgrund.

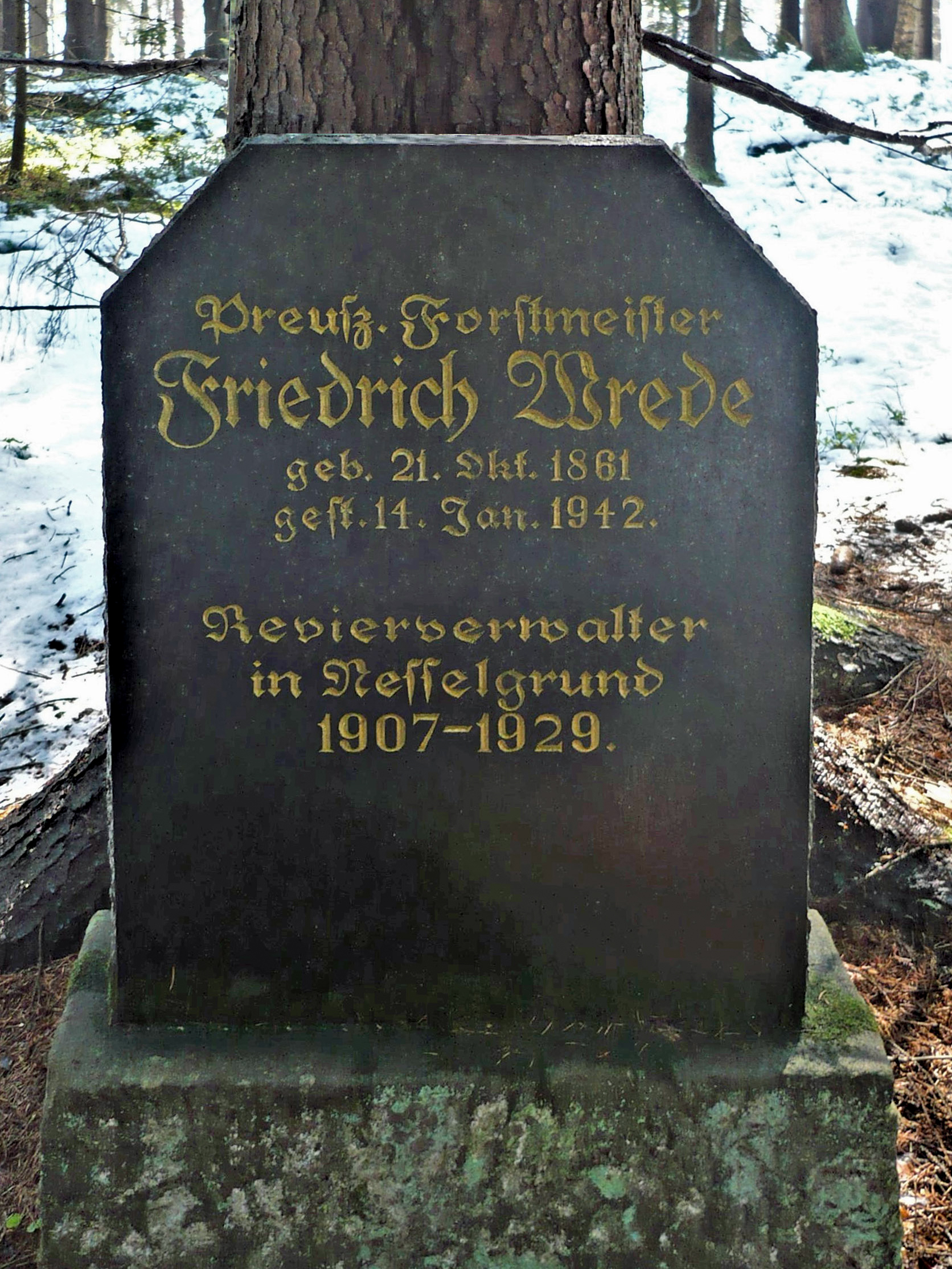
Grabstein für den Forstmeister Friedrich Wrede

Pokrzywno (deutsch: Nesselgrund) ist ein Ort in der Stadt- und Landgemeinde Bystrzyca Kłodzka im Powiat Kłodzki der Woiwodschaft Niederschlesien in Polen. Es liegt dreizehn Kilometer nordwestlich von Bystrzyca Kłodzka (Habelschwerdt).

## Geographie
Pokrzywno liegt in den östlichen Ausläufern des Habelschwerdter Gebirges an der Woiwodschaftsstraße 388, die von Bystrzyca Kłodzka nach Polanica-Zdrój (Altheide-Bad) verläuft. Nachbarorte sind Sokołówka (Falkenhain) im Norden, Nowy Wielisław (Neu Wilmsdorf) im Nordosten, Starkówek (Neu Batzdorf) im Südosten und Kostera (Rinneberg) sowie Paszków (Pohldorf) im Südosten. Südwestlich erheben sich der 870 m hohe Vogelberg (polnisch Smolna) und der 704 m hohe Steinberg (Kamienna Góra).

## Geschichte
Nesselgrund wurde im 18. Jahrhundert als Kolonie von Pohldorf gegründet. Es gehörte zur vormals böhmischen Grafschaft Glatz, die nach dem Ersten Schlesischen Krieg 1742 und endgültig mit dem Hubertusburger Frieden 1763 an Preußen gelangte. Es bestand aus zwei Anteilen, die durch Kreisgrenzen getrennt waren:
- Nesselgrund, Anteil Kreis Glatz mit Gutsbezirk Nesselgrund. Dieser Anteil gehörte seit 1874 zum Amtsbezirk Altheide und damit zum Landkreis Glatz. Für diesen Anteil wurde 1911 der Amtsbezirk Nesselgrund gebildet, der 1926 wieder aufgelöst wurde. Gleichzeitig erfolgte die Eingliederung dieses Anteils in die Landgemeinde Altheide.
- Nesselgrund, Anteil Kreis Habelschwerdt mit Oberförsterei. Dieser Anteil gehörte zum Landkreis Habelschwerdt und bildete seit 1874 zusammen mit Pohldorf und einem Forstanteil von Bad Reinerz einen eigenen Amtsbezirk.

Von wirtschaftlicher Bedeutung war neben der Land- und Forstwirtschaft das Vorkommen von reinem Quarzsand, der u. a. an die Friedrichsgrunder Glashütte geliefert wurde.
Als Folge des Zweiten Weltkriegs fiel Nesselgrund 1945 wie fast ganz Schlesien an Polen und wurde in Pokrzywno umbenannt. Die deutsche Bevölkerung wurde vertrieben. Die neu angesiedelten Bewohner waren teilweise Zwangsumgesiedelte aus Ostpolen, das an die Sowjetunion gefallen war.
Ab 1945 gehörte Pokrzywno zum Powiat Bystrzycki (Habelschwerdt), der 1975 aufgelöst wurde. 1975 kam es an die neu gebildete Woiwodschaft Wałbrzych (Waldenburg), die bis 1998 bestand.